# Ven
Ven - também grafado à antiga como Hven - é uma pequena ilha do estreito de Öresund, 4,5 km a oeste da costa da província histórica da  Escânia  e 8,5 km a leste da Dinamarca. Tem uma área de 7,5 km 2, e uma população de 359 habitantes (2009). Pertence ao município de Landskrona. Tem ligação de barco a partir de Landskrona e Helsingborg.

## História
Foi nesta Ilha que em 1576 Tycho Brahe instalou o seu observatório astronómico Uraniborg.

## Ven na cultura popular
Ven é cenário do filme sueco de 1953 A garota de Backafall, baseado em um poema de Gabriel Jönsson.